# Golden Globe Awards 1958
Die 15. Golden Globe Awards fanden am 22. Februar 1958 statt.

## Preisträger und Nominierungen

### Bester Film – Drama
Die Brücke am Kwai (The Bridge on the River Kwai) – Regie: David Lean
- Die zwölf Geschworenen (12 Angry Man) – Regie: Sidney Lumet
- Sayonara – Regie: Joshua Logan
- Wild ist der Wind (Wild Is the Wind) – Regie: George Cukor
- Zeugin der Anklage (Witness for the Prosecution) – Regie: Billy Wilder

### Bester Film – Musical oder Komödie
Die Girls (Les Girls) – Regie: George Cukor
- Ariane – Liebe am Nachmittag (Love in the Afternoon) – Regie: Billy Wilder
- Geh nicht zu nah ans Wasser (Don't Go Near the Water) – Regie: Charles Walters
- Pal Joey – Regie: George Sidney
- Seidenstrümpfe (Silk Stockings) – Regie: Rouben Mamoulian

### Bester Film zur Förderung der Völkerverständigung
Straße des Glücks (The Happy Road) – Regie: Gene Kelly

### Beste Regie
David Lean – Die Brücke am Kwai (The Bridge on the River Kwai)
- Joshua Logan – Sayonara
- Sidney Lumet – Die zwölf Geschworenen (12 Angry Man)
- Billy Wilder – Zeugin der Anklage (Witness for the Prosecution)
- Fred Zinnemann – Giftiger Schnee (A Hatful of Rain)

### Bester Hauptdarsteller – Drama
Alec Guinness – Die Brücke am Kwai (The Bridge on the River Kwai)
- Marlon Brando – Sayonara
- Henry Fonda – Die zwölf Geschworenen (12 Angry Man)
- Anthony Franciosa – Giftiger Schnee (A Hatful of Rain)
- Charles Laughton – Zeugin der Anklage (Witness for the Prosecution)

### Beste Hauptdarstellerin – Drama
Joanne Woodward – Eva mit den drei Gesichtern (The Three Faces of Eve)
- Marlene Dietrich – Zeugin der Anklage (Witness for the Prosecution)
- Deborah Kerr – Der Seemann und die Nonne (Heaven knows, Mr. Allison)
- Anna Magnani – Wild ist der Wind (Wild Is the Wind)
- Eva Marie Saint – Giftiger Schnee (A Hatful of Rain)

### Bester Hauptdarsteller – Musical/Komödie
Frank Sinatra – Pal Joey

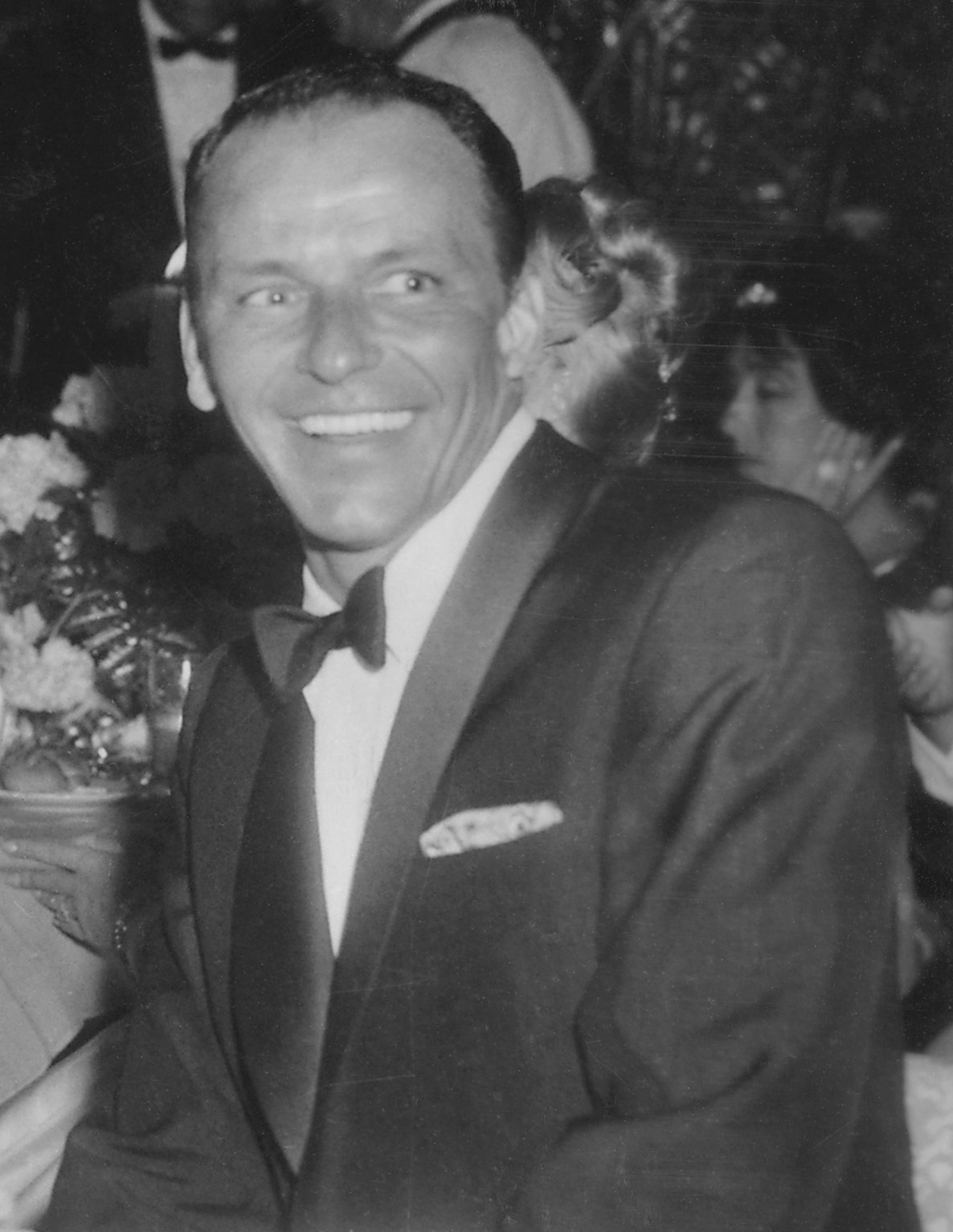
Sieger des Jahres 1958: der US-Amerikaner Frank Sinatra

- Maurice Chevalier – Ariane – Liebe am Nachmittag (Love in the Afternoon)
- Glenn Ford – Geh nicht zu nah ans Wasser (Don't Go Near the Water)
- David Niven – Mein Mann Gottfried (My Man Godfrey)
- Tony Randall – Sirene in Blond (Will Success Spoil Rock Hunter?)

### Beste Hauptdarstellerin – Musical/Komödie
Taina Elg – Die Girls (Les Girls)

Kay Kendall – Die Girls (Les Girls)
- Cyd Charisse – Seidenstrümpfe (Silk Stockings)
- Audrey Hepburn – Ariane – Liebe am Nachmittag (Love in the Afternoon)
- Jean Simmons – Kein Platz für feine Damen (This Could Be the Night)

### Bester Nebendarsteller
Red Buttons – Sayonara
- Lee J. Cobb – Die zwölf Geschworenen (12 Angry Men)
- Sessue Hayakawa – Die Brücke am Kwai (The Bridge on the River Kwai)
- Nigel Patrick – Das Land des Regenbaums (Raintree Country)
- Ed Wynn – The Great Man

### Beste Nebendarstellerin
Elsa Lanchester – Zeugin der Anklage (Witness for the Prosecution)
- Mildred Dunnock – Glut unter der Asche (Peyton Place)
- Hope Lange – Glut unter der Asche (Peyton Place)
- Heather Sears – Esther Costello (The Story of Esther Costello)
- Miyoshi Umeki – Sayonara

### Bester Newcomer des Jahres
James Garner – Sayonara

John Saxon – Männer über Vierzig (This Happy Feeling)

Patrick Wayne – Der Schwarze Falke (The Searchers)

### Beste Newcomerin des Jahres
Sandra Dee – Land ohne Männer (Until They Sail)

Carolyn Jones – Die Liebe der Marjorie Morningstar (Marjorie Morningstar)

Diane Varsi – Glut unter der Asche (Peyton Place)

### Bestes Musicalentertainment
George Sidney

### Beste Filmchoreographie
Leroy Prinz

### Bester englischsprachiger ausländischer Film
Die Frau im Morgenrock (Woman in a Dressing Gown), Großbritannien – Regie: J. Lee Thompson

### Bester fremdsprachiger Film
Bekenntnisse des Hochstaplers Felix Krull, Deutschland – Regie: Kurt Hoffmann

Tizoc, Mexiko – Regie: Ismael Rodríguez

Kiiroi karasu, Japan – Regie: Heinosuke Gosho

### Beste TV-Show
Jack Benny

Eddie Fisher – Coke Time

Alfred Hitchcock – Alfred Hitchcock Presents

Mike Wallace – The Big Surprise

### Cecil DeMille Award
Buddy Adler

### Special Achievement Award
Hugo Friedhofer – für die Verbesserung des Filmmusikstandards

Zsa Zsa Gabor – für die glamouröseste Darstellerin

Bob Hope – für einen Botschafter des guten Willens

Jean Simmons – für die vielseitigste Darstellerin

### Henrietta Award (Weltstar männlich)
Tony Curtis

### Henrietta Award (Weltstar weiblich)
Doris Day